# فرانك غارسيا (لاعب كرة قدم أمريكية أمريكي)
فرانك غارسيا (بالإنجليزية: Frank Garcia)‏ هو لاعب كرة قدم أمريكية أمريكي، ولد في 5 يونيو 1957 في توسان في الولايات المتحدة.

## وصلات خارجية
- فرانك غارسيا (لاعب كرة قدم أمريكية أمريكي) على موقع مرجع كرة القدم المحترفة.كوم (الإنجليزية)